# Глутаматдекарбоксилаза

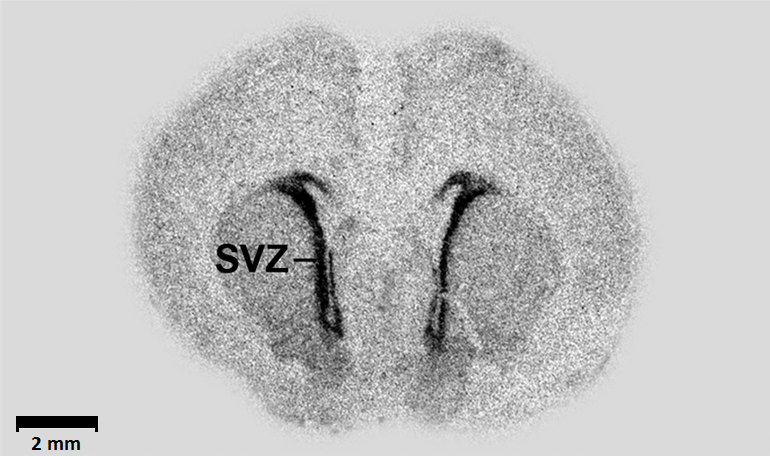
Срез мозга крысы, 1-й день после рождения. Высокая концентрация маркера, связывающего эмбриональные формы GAD67, наблюдается в районе субвентрикулярной зоны (SVZ). Часть изображения из статьи Popp et al., 2009.

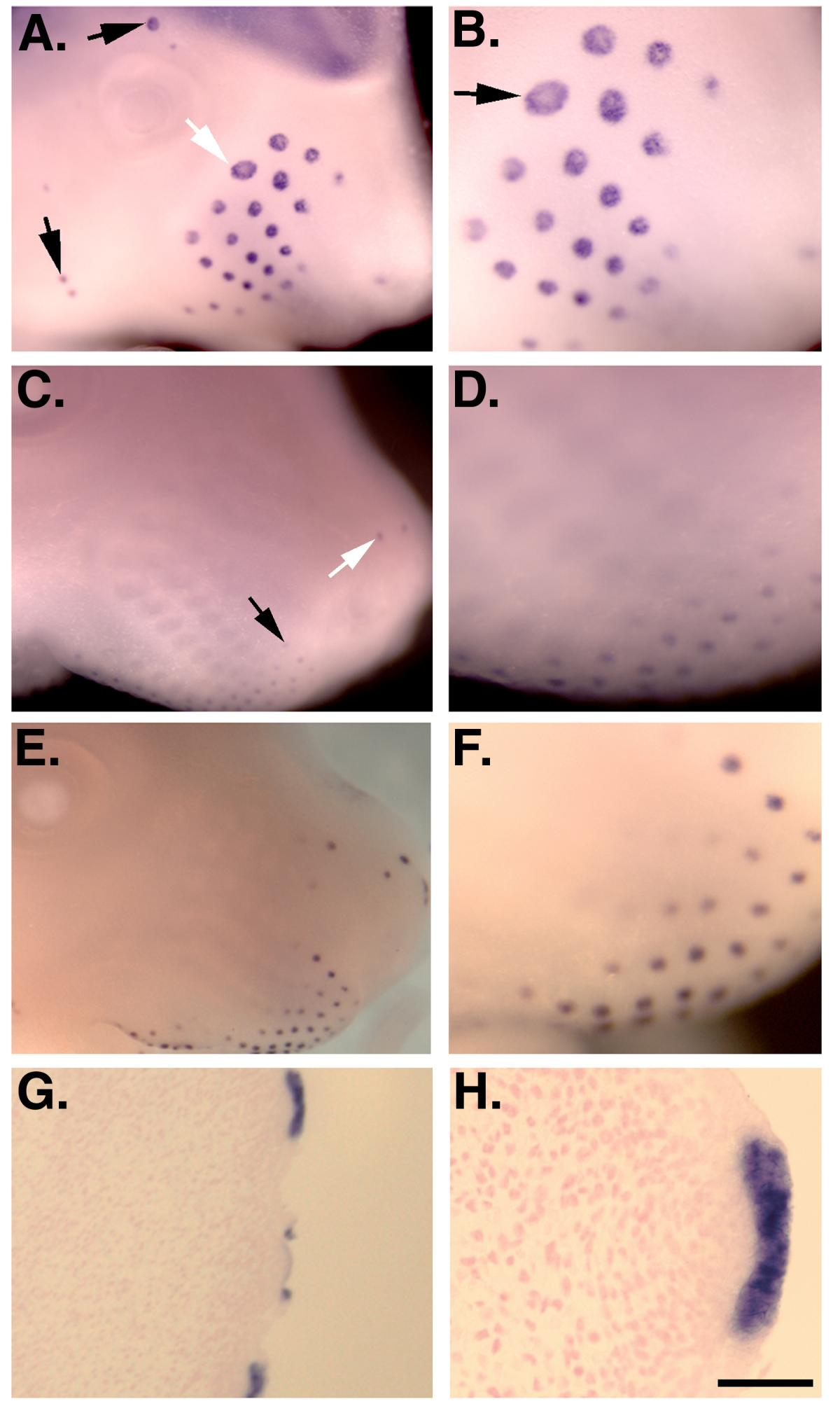
Временные вспышки выработки GAD67 отмечаются в развивающемся эмбрионе и за пределами мозга: экспрессия гена GAD1 при росте вибрисс. Из статьи Maddox et al., 2001.

Глутаматдекарбоксилаза (англ. Glutamate decarboxylase, GAD, GAD65, GAD67, шифр КФ 4.1.1.15) — фермент, катализирующий преобразование глутамата в ГАМК посредством декарбоксилирования по следующей реакции:
HOOC-CH2-CH2-CH(NH2)-COOH → CO2 + HOOC-CH2-CH2-CH2NH2.
Кофактором GAD является пиридоксальфосфат.
В организме млекопитающих GAD существует в виде двух изоформ — GAD67 и GAD65, кодируемых двумя генами — GAD1 и GAD2 (локализованы на 2-й (GAD1) и 10-й хромосомах (GAD2) соответственно). Коды 67 и 65 указывают на молекулярный вес изоформ — 67 кДа и 65 кДа. Оба гена экспрессированы в мозге, использующем ГАМК в качестве нейротрансмиттера, GAD2 также экспрессирован в поджелудочной железе. GAD65 обнаруживается в основном в синаптических терминалях, а GAD67 также и в теле нейрона и в аксонах.
Известны как минимум два дополнительных транскрипта GAD1, I-80 и I-86, они обнаружены в мозге на стадии эмбрионального развития (англ. EGAD; embryonic GAD). Оба транскрипта кодируют ферментативно неактивную разновидность белка массой 25 kDa (GAD25), а I-80 - также ферментативно активный белок GAD44. По данным одного исследования на крысах, эмбриональные формы GAD67 и после рождения обнаруживаются в областях активного нейрогенеза, нейромиграции и интеграции новых нейронов: субвентрикулярной зоне, ростральном миграционном тракте и обонятельной луковице.

## Исследования на животных
У мышей, нокаутных по GAD65, не отмечено изменения концентрации ГАМК в мозге и отклонений в поведении, за исключением несколько повышенной склонности к судорогам. Напротив, GAD-67 нокаут вызывает нарушение развития и гибель грызунов вскоре после рождения. У GAD67-нокаутных мышей отмечается расщепление нёба, но в структуре мозга не заметно явных дефектов.
При индукции судорог у грызунов наблюдается всплеск экспрессии GAD67 в зубчатой извилине гиппокампа.

## Роль в патологии
Появление аутоантител к GAD65 и GAD67 иногда предшествует развитию инсулинзависимого сахарного диабета. FT, FT. Отмечается схожесть GAD65 с аминокислотными последовательностями некоторых вирусов (например, P2-C белком coxsackievirus), и это гипотетически может играть роль в развитии аутоиммунной реакции, однако твёрдых подтверждений существования такого механизма развития диабета у человека пока не получено. Проводятся исследования рекомбинантного GAD65 (Diamyd) для замедления либо предотвращения развития аутоиммунного диабета.
Значительное снижение экспрессии GAD67 отмечается в ГАМК-эргических интернейронах мозга при шизофрении и психотической форме биполярного расстройства.  Одна из рабочих гипотез ("эпигенетическая") связывает это с повышенным уровнем ДНК метилтрансферазы-1.  Уровень DMNT1 варьирует в разных слоях ГАМК-эргических нейронов и наряду с GAD67 предположительно может снижать экспрессию белка рилин. Эти результаты получены при анализе образцов мозга пациентов, длительное время получавших антипсихотическую терапию, способную вносить изменения в работу мозга и экспрессию GAD, а также на животных моделях.
Также антитела к GAD часто обнаруживаются у пациентов с редким синдромом мышечной скованности.
В одной семье, члены которой страдают редкой спастической квадриплегией (OMIM 603513), отмечена миссенсная мутация гена GAD1.
На основании данных о вызванном GAD67-нокаутом расщеплении нёба у мышей, Kanno et al. провели генетический анализ вариаций гена GAD1 в японской популяции, и результаты показали, что гаплотипы гена могут играть роль в расщеплении губы и нёба у людей.

## Ссылки

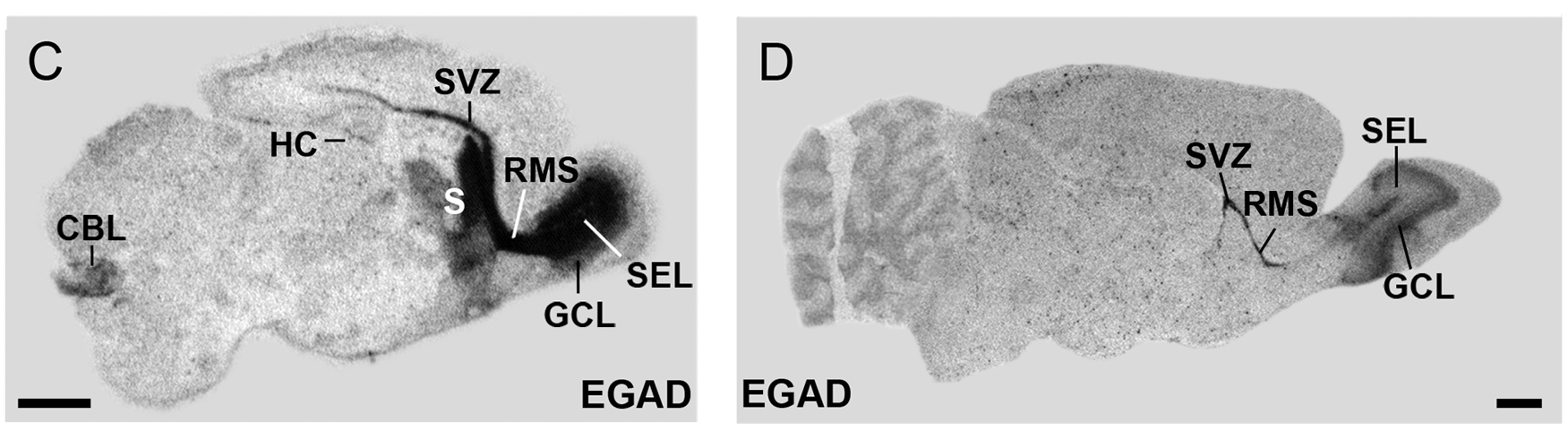
Экспрессия эмбриональных форм GAD67 в мозге крысы на 1-й день после рождения (слева) и на 90-й день (справа). SVZ - субвентрикулярная зона. RMS - ростральный миграционный тракт. CBL - мозжечок. GCL - слой гранулярных клеток. SEL - субэпендимный слой. HC - гиппокамп. S - стриатум. Часть изображения (авторадиограмма) из статьи Popp et al., 2009.